# هانس بلومبرغ
هانس بلومبرغ (بالألمانية: Hans Blomberg)‏ هو مقدم برامج إذاعية ألماني، ولد في 24 فبراير 1977 في هام في ألمانيا.